# Tomografi

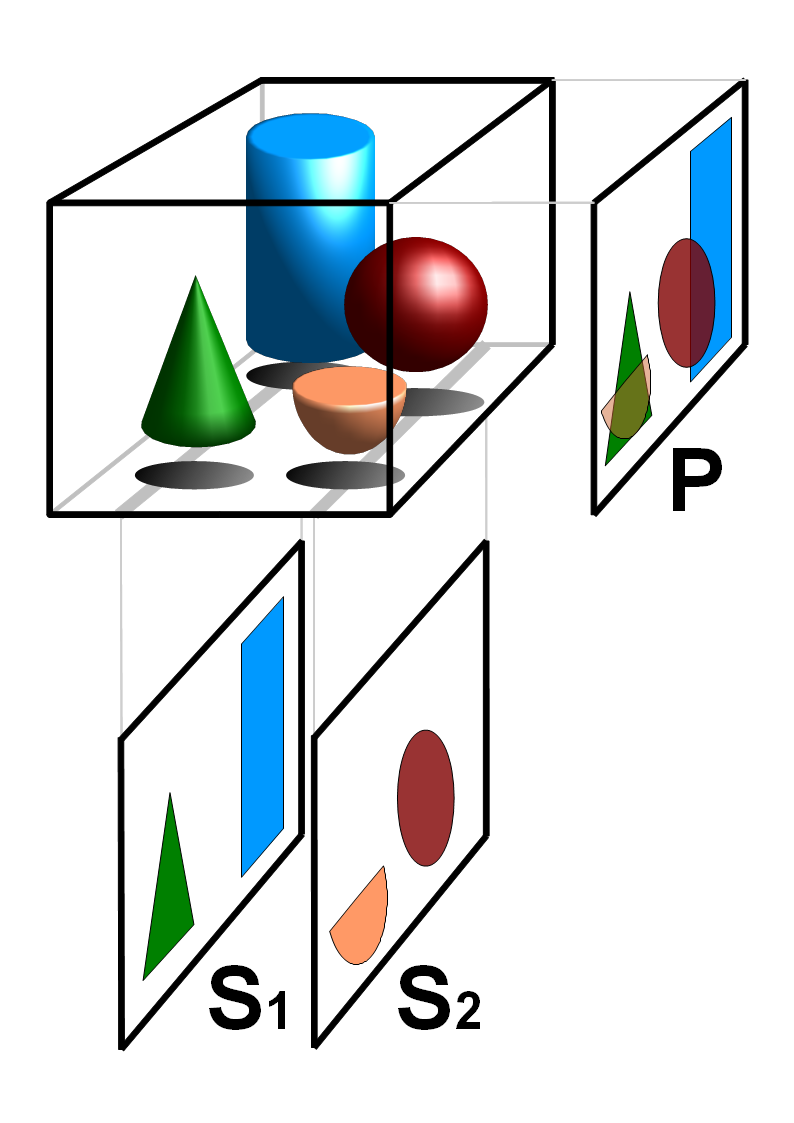
Grundprincip i tomografi: Ej överlagrade tomografiska skikt S_{1} och S_{2 } i motsats till den sammanlagrade projicerade bilden P

Tomografi syftar på avbildning av skikt/snitt eller indelning i skikt/snitt genom att använda något slag av genomträngande strålning eller våg. En apparat som används i tomografi kallas en  tomograf, medan en bild kallas  tomogram. Metoden används inom radiologi, arkeologi, biologi, geofysik, oceanografi, materialvetenskap, astrofysik och andra vetenskaper. I de flesta fall baseras den på datorbaserad matematisk behandling, som kallas tomografisk rekonstruktion. Ordet tomografi kommer av klassisk grekiska Τομή, tome, ”snitt” och Γράφειν, graphein, ”skriva”.
En snittbild återspeglar de inre strukturerna så som de skulle se ut efter att ha skurit upp ett objekt och skurit ut en tunn skiva. Man talar om en sammanlagringsfri representation av ett skikt hos objektet (i motsats till projektion, som vid exempelvis vanlig röntgengenomlysning, där alla strukturer sammanlagras, som ligger utefter röntgenstrålningens väg). Den här skillnaden visas i intilliggande bild med två tomografiska snittbilder (S1  och S2) och en projicerad bild (P) av samma volym.
Tomografiska metoder kan antingen inkludera ett enda skikt eller större volymer, som till exempel kan representera en serie parallella snittbilder. Metoder som inkluderar enskilda skikt kan användas för registrering av tredimensionella datamängder, när objektet skannas i en rad parallella snittbilder. 

## Tillämpningar inom medicin
Grunderna för tomografi inom medicinen i form av "klassisk" skiktröntgen utvecklade röntgenläkaren Alessandro Vallebona 1930 i Genua. 

Röntgenbild (projektionsbild) av en liten perifer lungcancer i den vänstra övre loben

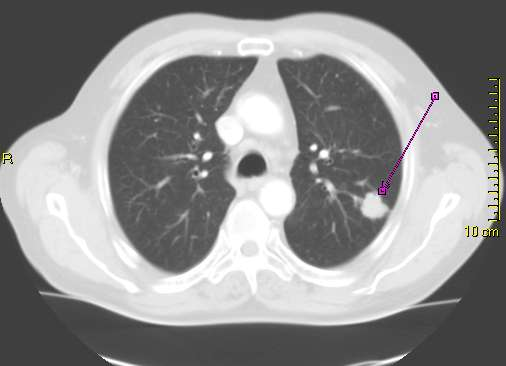
Samma tumör i datortomografi (axial snittbild)

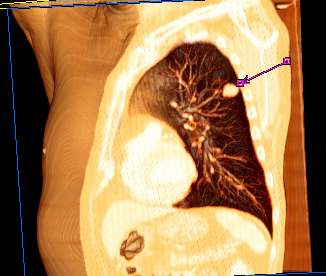
Sammansatt 3D bild uppbyggd av enskilda skikt i DT

Skillnaden mellan sammanlagringsfri framställning inom den medicinska tomografin och en projektionsavbildning illustreras i intilliggande bilder. I en projektion som i radiografi (vanlig röntgen) fås en genomlysningsbild i vilken flera strukturer överlagras, då de ligger efter varandra i strålgången. Exempelvis överlagras mjukdelar av främre och bakre väggen i bröstet och bröstkorgens benstrukturer samt lungstrukturer på en konventionell röntgenbild. Detta skulle försvåra en diagnos av en lungtumör (till exempel lungcancer). Varje DT- eller MRT-snittbild av bröstkorgen visar däremot endast ett 0,5-10 mm tjockt skikt, som praktiskt taget är fritt från överlagringseffekter.
Varje bildelement (pixel) i en snittbild motsvarar ett volymelement (voxel) i den totala tredimensionella datamängden. Höjden på en voxel motsvaras därmed av skiktets tjocklek. I en efterbearbetning går det med voxlarna att exempelvis beräkna i volymen varierade snittbilder eller tredimensionella bilder. Detta kallas återuppbyggnad eller tomografisk rekonstruktion.
Multiplanar rekonstruktion (MPR, Multiplanar Reconstruction) är den enklaste metoden för återuppbyggnad. En volym byggs genom att stapla axiella skikt. Datorn kan sedan skära ut segment av volymen i ett annat plan (vanligtvis ortogonalt). En särskild projektionsmetod, såsom högsta intensitet projektion (MIP, Maximum-Intensity Projection) eller lägsta intensitet projektion (mIP, minimum-Intensity Projection) kan också användas för att bygga de rekonstruerade skikten. 
Modern datorprogramvara kan göra rekonstruktion i icke-ortogonala (sned) plan så att det optimala planet kan väljas för att visa en anatomisk struktur. Detta kan vara särskilt användbart för visualisering av bronkernas struktur då dessa inte ligger ortogonalt till riktningen för skanningen. 
För vaskulär avbildning kan ”böjt-plan”-rekonstruktion utföras. Detta gör att kurvor i blodkärl blir "uträtade" så att hela längden synliggörs på en bild eller en kort serie bilder. När ett blodkärl har blivit "uträtat" på detta sätt, kan en kvantitativ mätning av längd och tvärsnittyta göras.

### Tomografiska metoder av betydelse
- röntgentomografi RT kallas oftast för skiktröntgen eller datortomografi, DT (eller CT – Computerized Tomography, eller CAT-scan – Computerized Axial Tomography scanner) i vården.
- ultraljuddiagnos (sonografi)
- magnetkameraundersökning eller magnetisk resonanstomografi (MR/MRT, Magnetic Resonance Tomography/MRI, Magnetic Resonance Imaging)
- funktionell magnetresonanstomografi (fMRT, Funcional Magnetic Resonance Tomography/fMRI, Funcional Magnetic Resonance Imaging)
- positronemissionstomografi (PET, Positron Emission Tomography)
- enfotonemissionstomografi eller enkelfoton-emissionstomografI (SPECT, Single Photon Emission Computed Tomography)[1]
- optisk koherenstomografi (OCT, Optical Coherence Tomography)
- elektrisk impedans tomografi (EIT, Electrical Impedance Tomography)[2]
- kombinationer SPECT-CT, PET-CT)[3] och
- mikrovågstomografi (MWT, Microwave Tomography) (i försöksskede)

## Tillämpningar i geovetenskap
I andra områden såsom oförstörande provning används liknande metoder. Dessa är:
- geofysik till exempel i geoelektrisk och seismisk tomografi samt markpenetrerande radar
- i geodesi, laserskanning och tillämpningar inom topografi, batymetri och gravimetri [4]

## Tillämpningar i fysik
- Kvantmekaniskt tillståndstomografi (quantum tomography eller quantum state tomography), med liknande matematiska metoder som inom medicinen, möjliggörs komplett undersökning av kvantmekaniska tillstånd för ett objekt (såsom dess densitetmatris eller dess rörelsemängds- och positionsfördelning)[5]
- Elektrontomografi (ET, Electron Tomography)), där enskilda snittbilder (projektioner) skapas med i transmissionselektronmikroskop (TEM, Transmission Electron Microscopy).

## Andra tomografiska tillämpningar
- Neutron-/gammastrålnings-tomografi, tillämpningar inom paleontologi och materialvetenskap.[6]
- Tomografisk atomsond (APT, Atom-Probe Tomography) eller tre dimensionell atomsond (3DAP), används i materialvetenskap[7]
- Fotoakustisk tomografi (PAT, Photoacoustic Tomography), används i materialvetenskap och i den biomedicinska forskningen.[8]